# Alex Skolnick
Alex Skolnick, född 29 september 1968, är en amerikansk jazz- och metalgitarrist. Han är medlem i Testament och Trans-Siberian Orchestra samt sitt eget band Alex Skolnick Trio. Skolnick har även spelat i och turnerat med Savatage.

## Biografi
Alex Skolnick var medlem i Testament från året det bildades, 1983, och fram till 1993 då han lämnade bandet och blev gitarrist i Savatage med vilka han spelade in Handful of Rain 1994 samt livealbumet Japan Live '94. Han spelade också med bland andra Trans-Siberian Orchestra och Ozzy Osbourne innan han 2001 var tillbaka i Testament för inspelningen av First Strike Still Deadly, och från 2005 är han permanent medlem i bandet igen. Testaments senaste album, Titans of Creation, gavs ut 2020.
Skolnick bildade 2001 jazzgruppen Alex Skolnick Trio, och bandets debutalbum Goodbye to Romance: Standards for a New Generation gavs ut året därpå. Därefter har trion gett ut ytterligare två album, Transformation 2004 och Last Day in Paradise 2007.
Som gästande musiker återfinns Skolnick också med ett gitarrsolo i titellåten på Lamb of Gods album Ashes of the Wake från 2004.

## Diskografi (urval)

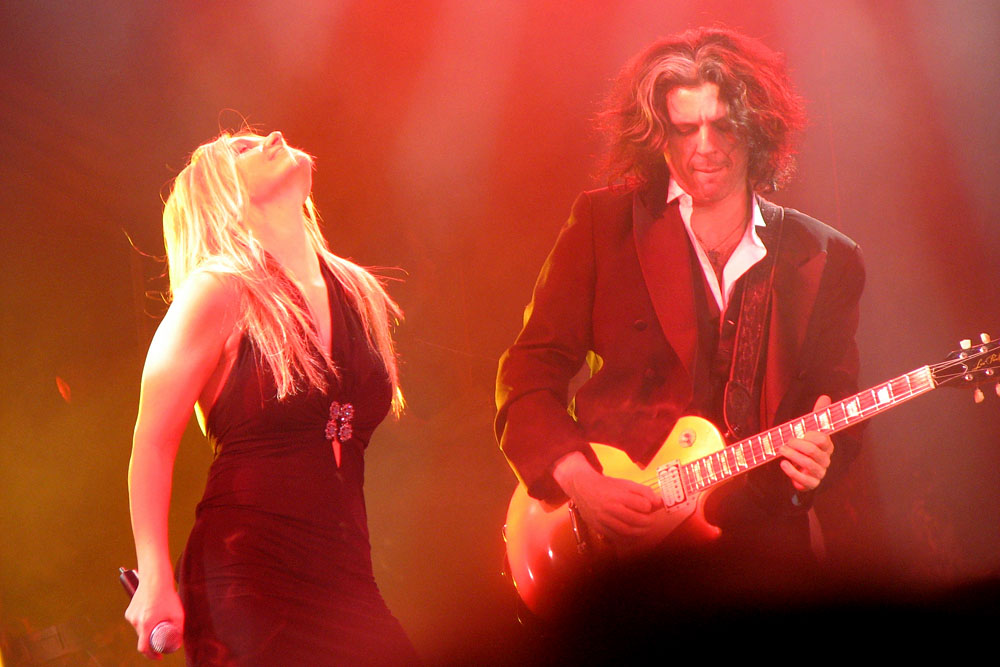
Med Jennifer Cella i Trans-Siberian Orchestra 2007.

### Med Testament
- 1987 – The Legacy
- 1987 – Live at Eindhoven
- 1988 – The New Order
- 1989 – Practice What You Preach
- 1990 – Souls of Black
- 1992 – The Ritual
- 1993 – Return to Apocalyptic City
- 2001 – The Very Best of Testament
- 2001 – First Strike Still Deadly
- 2008 – The Formation of Damnation
- 2009 – Live at Eindhoven '87
- 2012 – Dark Roots of Earth
- 2016 – Brotherhood of the Snake
- 2020 - Titans of Creation

### Med Savatage
- 1994 – Handful of Rain
- 1994 – Japan Live '94

### Med Alex Skolnick Trio
- 2002 – Goodbye to Romance: Standards for a New Generation
- 2004 – Transformation
- 2007 – Last Day In Paradise
- 2011 – Veritas

### Som gästmusiker
- 2004 – Ashes of the Wake (med Lamb of God)